# Colhuehuapisuchus
Colhuehuapisuchus is een geslacht van uitgestorven peirosaurische Notosuchia, bekend van de Lago Colhué Huapí-formatie uit het Laat-Krijt van Argentinië. Het bevat als enige soort Colhuehuapisuchus lunai.
In 2019 werd de typesoort Colhuehuapisuchus lunai benoemd door Lamanna e.a. De geslachtsnaam verwijst naar het Lago Colhué Huapi. De soortaanduiding eert paleontoloog Marcelo Luna.
Het holotype is UNPSJB-PV 961, het voorste derde deel van een paar onderkaken, en is vierenzeventig tot achtenzeventig millimeter lang.
Vier autapomorfieën zijn vastgesteld. De symfyse van de onderkaken is overdwars breder dan bij alle ander peirosauriërs. De onderkaken zijn niet overdwars ingesnoerd rond de zevende tand. De eerste en tweede tanden hellen haast horizontaal naar voren. Bij de eerste tand staan de voorste en achterste snijranden op een richel die afstaat van het hoofdlichaam van de tandkroon, ervan gescheiden door een groeve.
Colhuehuapisuchus werd in de Peirosauridae geplaatst, zij het zonder exacte kladistische analyse.